# PURE ピュア
『PURE ピュア』（Pure）は、2002年のイギリス映画。日本では劇場公開されず、2007年にDVDが発売された。

## 概要
ドラッグ中毒の母親と暮らす少年と、その少年を見守るウェイトレスの交流を描いた描いた作品。
第53回ベルリン国際映画祭マンフレッド・ザルツゲーバー賞、奨励賞受賞。

## キャスト
- モリー・パーカー：メル
- デヴィッド・ウェンハム：レニー
- ゲイリー・ルイス：フランス人検察官
- ハリー・イーデン：ポール
- キーラ・ナイトレイ：ルイーズ